# Olimpik Donezk
Der FC Olimpik Donezk (ukrainisch Олімпік Донецьк; russisch Олимпик Донецк) ist ein ukrainischer Fußballverein aus Donezk. Der Verein wurde 2001 gegründet und trägt seine Heimspiele im Olimpik Sports Complex in Donezk aus. In der Saison 2014/15 spielt Olimpik Donezk in der ersten ukrainischen Liga, der Premjer-Liha.

## Geschichte

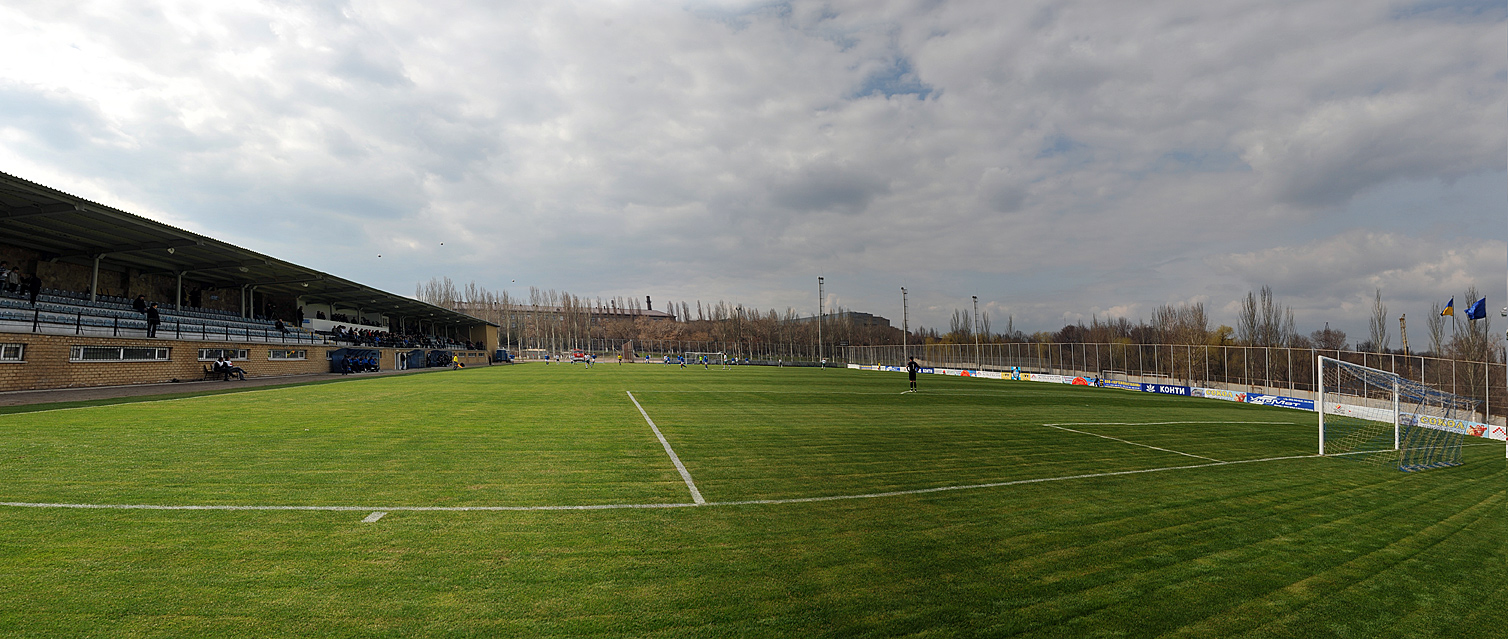
Das Stadion des Vereins

Der Fußball Klub Olimpik Donezk wurde im Jahre 2001 als Zusammenschluss mehrerer regionaler Vereine in Donezk, mit etwas mehr als einer Million Einwohnern fünftgrößte Stadt der Ukraine und im Osten des Landes gelegen, gegründet. Im gleichen Jahr wurde mit dem Olimpik Sports Complex auch eine Spielstätte für den neu gegründeten Klub errichtet. Das Stadion fasste zunächst 1.000 Zuschauer, wurde aber nach dem überraschenden Aufstieg von Olimpik Donezk in die Premjer-Liha 2014 auf nun 3.000 Zuschauerplätze erweitert.
Zur Saison 2004/05 schaffte der Verein erstmals den Sprung in die dritte ukrainische Fußballliga, in der man in der Folge sieben Jahre bis einschließlich der Spielzeit 2010/11 agierte. In eben jener Saison stieg der Verein pünktlich zum zehnjährigen Bestehen erstmals in die Perscha Liha, seines Zeichens zweithöchste Spielklasse im ukrainischen Fußball, auf. Dort schaffte man es, sich zu etablieren und belegte in den ersten beiden Jahren Platzierungen im Mittelfeld. In der Spielzeit 2013/14 jedoch zeigte sich Olimpik Donezk überraschend stark. Man beendete die Zweitligasaison auf dem ersten Platz mit einem Vorsprung von drei Punkten vor dem zweitplatzierten PFK Oleksandrija, was den erstmaligen Aufstieg des noch relativ jungen Vereins in die Premjer-Liha zur bedeutete.

## Erfolge
- Meister Perscha Liha: 2014
- Meister Druha Liha-Gruppe B: 2011

## Europapokalbilanz
| Saison  | Wettbewerb         | Runde                  | Gegner            | Gesamt | Hin     | Rück    |
| ------- | ------------------ | ---------------------- | ----------------- | ------ | ------- | ------- |
| 2017/18 | UEFA Europa League | 3. Qualifikationsrunde | PAOK Thessaloniki | 1:3    | 1:1 (H) | 0:2 (A) |

Gesamtbilanz: 2 Spiele, 1 Unentschieden, 1 Niederlage, 1:3 Tore (Tordifferenz −2)

## Spieler
- Denys Harmasch (2005) Jugend,
- Ruslan Lewyha (2011–)